# Сёрсдал, Сверре
Сверре Сёрсдал (норв. Sverre Sørsdal, 5 августа 1900 — 21 марта 1996) — норвежский боксёр, призёр Олимпийских игр.
Родился в Хамаре, получил медицинское образование, за свои заслуги в медицинской области был награждён королевской золотой медалью почёта.
В 1920 году принял участие в Олимпийских играх в Антверпене, где завоевал серебряную медаль. В 1924 году на Олимпийских играх в Париже стал обладателем бронзовой медали. В 1928 году принял участие в Олимпийских играх в Амстердаме, но там стал лишь 4-м.